# Дудино (Цілинний округ)
Ду́дино (рос. Дудино) — присілок у складі Цілинного округу Курганської області, Росія.
Населення — 135 осіб (2010, 218 у 2002).
Національний склад станом на 2002 рік:
- росіяни — 89 %